# الحكومة الاسكتلندية
تشكل الحكومة الاسكتلندية الذراع التنفيذية لحكومة التفويض في اسكتلندا. شُكلت في 1999 لتصبح التنفيذية الاسكتلندية بعد استفتاء جرى في 1997 للتصويت على تفويض السلطة الاسكتلندية. تشمل مسؤوليات الحكومة الاسكتلندية وضع القرار والسياسة الداخلية في البلاد في مجالات الاقتصاد والتعليم والرعاية الصحية والعدالة والنظام القانوني والشؤون الريفية والإسكان والممتلكات الحكومية والبيئة وخدمة الإطفاء وتكافؤ الفرص وشبكة النقل والضرائب وغيرها.
تتكون الحكومة الاسكتلندية من الوزراء الاسكتلنديين، وهو لقب وظيفي يصف أدوارهم القانونية. الحكومة الاسكتلندية مسؤولة أمام البرلمان الاسكتلندي، الذي أنشئ أيضًا بموجب قانون اسكتلندا الصادر في 1998، ويُعين وزير اسكتلندا الأول من قبل الملك بناءً على اقتراح من البرلمان. يكون البرلمان الاسكتلندي مسؤولًا عن الشؤون التي لم يحتفظ بها برلمان المملكة المتحدة بموجب القانون.
يُعين الوزراء من قبل الوزير الأول بعد موافقة البرلمان الاسكتلندي والملك ويكونون من أعضاء البرلمان. يحدد قانون اسكتلندا الصادر في 1998 الوزراء والوزراء المساعدين، الذين يشار إليهم من قبل الإدارة الحالية باسم أمناء مجلس الوزراء والوزراء، بالإضافة إلى مسؤولي قانون اثنين: النائب العام والوكيل العام لاسكتلندا. يشار رسميًا إلى الوزراء الاسكتلنديين وموظفي الخدمة المدنية الذين يدعمون الحكومة الاسكتلندية باسم الإدارة الاسكتلندية.

## التاريخ
نُقلت مسؤولية الكثير من شؤون السياسة الداخلية المتعلقة باسكتلندا إلى المكتب الاسكتلندي في 1885، وهو قسم تابع لحكومة المملكة المتحدة وكان يرأسه وزير اسكتلندا، الذي أصبح لاجقًا وزير دولة اسكتلندا.
بعد الاستفتاء الذي جرى في 1997 بشأن تفويض السلطة، نُقلت الكثير من وظائف وزير دولة اسكتلندا إلى الوزراء الاسكتلنديين، الذين أصبحوا مسؤولين أمام البرلمان الاسكتلندي المفوض.
شكل الوزير الأول دونالد ديوار السلطة التنفيذية الاسكتلندية الأولى على هيئة ائتلاف بين حزب العمال الاسكتلندي والديمقراطيين الليبراليين الاسكتلنديين. خلال هذه الفترة، قُسم المعينون الوزاريون إلى وزراء ونواب وزراء. استمر ائتلاف حزب العمال والديمقراطيين الليبراليين في عهد الوزراء الأوائل اللاحقين هنري ماكليش وجاك ماكونيل. بعد انتخابات البرلمان الاسكتلندي في 2007، رأس أليكس سالموند إدارة الحزب الوطني الاسكتلندي حتى استقالته في 2014 وتعيين نائبته الأولى السابقة نيكولا ستورجن.استخدمت السلطة التنفيذية الاسكتلندية اسم الحكومة الاسكتلندية منذ 2007. اعترفت تشريعات المملكة المتحدة لاحقًا بتغيير الاسم هذا بموجب قانون اسكتلندا الصادر في 2012. اقترح الوزير الأول السابق هنري ماكليش تغييرًا مشابهًا في 2001، لكنه واجه معارضة خفيفة.
اعتُمد شعار جديد في نفس الوقت الذي بدأت فيه الحكومة الاسكتلندية استخدام اسمها الجديد. وقد استبدل استخدام نسخة من الشعار الملكي بعلم اسكتلندا.

## الوظائف

### البرلمان
الحكومة الاسكتلندية منفصلة عن البرلمان الاسكتلندي. يتكون البرلمان من 129 عضوًا في البرلمان الاسكتلندي يختارهم ناخبو اسكتلندا خلال الانتخابات البرلمانية الاسكتلندية. يعمل البرلمان الاسكتلندي بوصفه هيئة لوضع القوانين في المسائل المفوضة التي تقع ضمن مسؤولية الحكومة الاسكتلندية. ويدقق البرلمان في عمل الحكومة الاسكتلندية، بما في ذلك التشريعات والسياسات والأنشطة المقترحة، من خلال مجموعة متنوعة من التدابير المختلفة مثل المناقشات البرلمانية واللجان البرلمانية والأسئلة البرلمانية إلى أمين مجلس الوزراء أو الوزير الحكومي.

### إطار الأداء الوطني
تضع الحكومة الاسكتلندية إطار الأداء الوطني لتحديد أولويات الحكومة وأهدافها ورؤيتها العامة للبلد بعد الانتخابات. إطار الأداء الوطني وسيلة للتركيز على الأولويات الوطنية ويسمح للحكومة بتقييم تقدمها نحو الأهداف.
على نحو مشابه، تنشر الحكومة الاسكتلندية برنامج الحكومة السنوي، الذي يسلط الضوء على سياسات الحكومات والإجراءات المقترحة والتشريعات التي تسعى الحكومة إلى تنفيذها في السنة المقبلة.
أدخلت الحكومة الاسكتلندية إطار الأداء الوطني الأول في 2007. يقيس هذا الإطار أداء اسكتلندا في أحد عشر مجالًا تشمل الصحة والفقر والبيئة والتعليم، إلى جانب تقديم صورة عن مستوى اسكتلندا الذي ترغب الحكومة في إنشائه. ويقاس كل ناتج من النتائج الوطنية بعدد من المؤشرات ومجموعات البيانات المرتبطة بها. تتلخص النتائج الوطنية بأن الناس:
ينشأون محبوبين وآمنين ومحترمين حتى يدركوا إمكاناتهم الكاملة
يعيشون في مجتمعات شاملة وتمكينية ومرنة وآمنة
مبدعون يعبرون عن ثقافاتهم الحية المتنوعة ويستمتعون بها على نطاق واسع
يمتلكون اقتصادًا تنافسيًا وعالميًا ورياديًا وشاملًا ومستدامًا
متعلمون جيدًا ومهرة ومساهمون في المجتمع
يقدرون بيئتهم ويستمتعون بها ويقدمون لها الحماية والتحسين
لديهم أعمال مزدهرة ومبتكرة، ووظائف جيدة وعمل عادل للجميع
يتمتعون بصحة جيدة ونشطون
يحترمون حقوق الإنسان ويحمونها ويحققونها ويعيشون في مأمن من التمييز
منفتحون ومتصلون ويقدمون مساهمة إيجابية على المستوى الدولي
يعالجون الفقر من خلال تقاسم الفرص والثروات والسلطات بشكل أكثر مساواة.

### التشريع
إن غالبية مشاريع القوانين المقترحة على البرلمان الاسكتلندي تأتي من الحكومة الاسكتلندية. تبدأ عملية تقديم مشاريع القوانين إلى البرلمان للنظر فيها ومناقشتها من خلال صياغة السياسة من قبل الحكومة ونشرها. لا يُقر مشروع القانون في اسكتلندا، بموجب القانون الاسكتلندي، إلا بعد الموافقة عليه من قبل غالبية أعضاء البرلمان الاسكتلندي، ويُطرح بعد ذلك على الملك للحصول على الموافقة الملكية. بعد الحصول على الموافقة الملكية، يصبح مشروع القانون قانونًا وجزءًا من القانون الاسكتلندي.
بعد أن يصبح مشروع القانون قانونًا، تقع على عاتق الحكومة الاسكتلندية مسؤولية ضمان تنفيذ التشريعات الثانوية، التي كثيرًا ما تأتي في هيئة صكوك قانونية اسكتلندية، تُطبق وفقًا لذلك كي يدخل القانون الجديد حيز العمل ويمكن إضافة أي تدبيرات وسمات إضافية لتفعيل القانون وكفالة تنفيذه وتطبيقه على نحو جيد.

### الإحصائيات والشفافية
تنشر الحكومة الاسكتلندية إحصائيات في جوانب الحياة العامة في اسكتلندا، بما في ذلك التعليم والاقتصاد والرعاية الصحية والسكان والوفيات والزواج والمواليد ومستويات المعيشة. تستخدم الحكومة الإحصائيات لتقييم أدائها لقياس مدى نجاح أو فشل السياسة الحكومية وما إذا حققت التأثيرات المطلوبة.
لترسيخ المساءلة، تنشر الحكومة الاسكتلندية معلومات للعموم وتسمح بالوصول إلى أعمال الحكومة الاسكتلندية بشفافية أمام الشعب. تلتزم الحكومة بنشر المعلومات في المجالات المتعلقة بإنفاق الأموال العامة وتوضيح تفاصيل الإنفاق العام، وعمل كبار الموظفين المدنيين في الحكومة الاسكتلندية، ومسمياتهم الوظيفية ورواتبهم، فضلًا عن تقييم الحكومة للأهداف من أجل تسليط الضوء على مدى نجاح الحكومة في تحقيق الأهداف والغايات التي تضعها من خلال إطار الأداء الوطني وبرنامج الحكومة. بالإضافة إلى ذلك، يمنح قانون حرية المعلومات (اسكتلندا) الصادر في 2002 الشعب الحق في طلب المعلومات المتعلقة بالحكومة الاسكتلندية والقطاعات العامة.